# Sphaerodoridae
Sphaerodoridae – rodzina wieloszczetów z rzędu Phyllodocida. Rozprzestrzeniona jest kosmopolitycznie, w wodach morskich i słonawych. Obejmuje około 120 opisanych gatunków. Są to zwierzęta bentosowe, zamieszkujące osady na dnie. Charakteryzuje je gruby oskórek i obecność kulistych guzków na powierzchni ciała.

## Morfologia

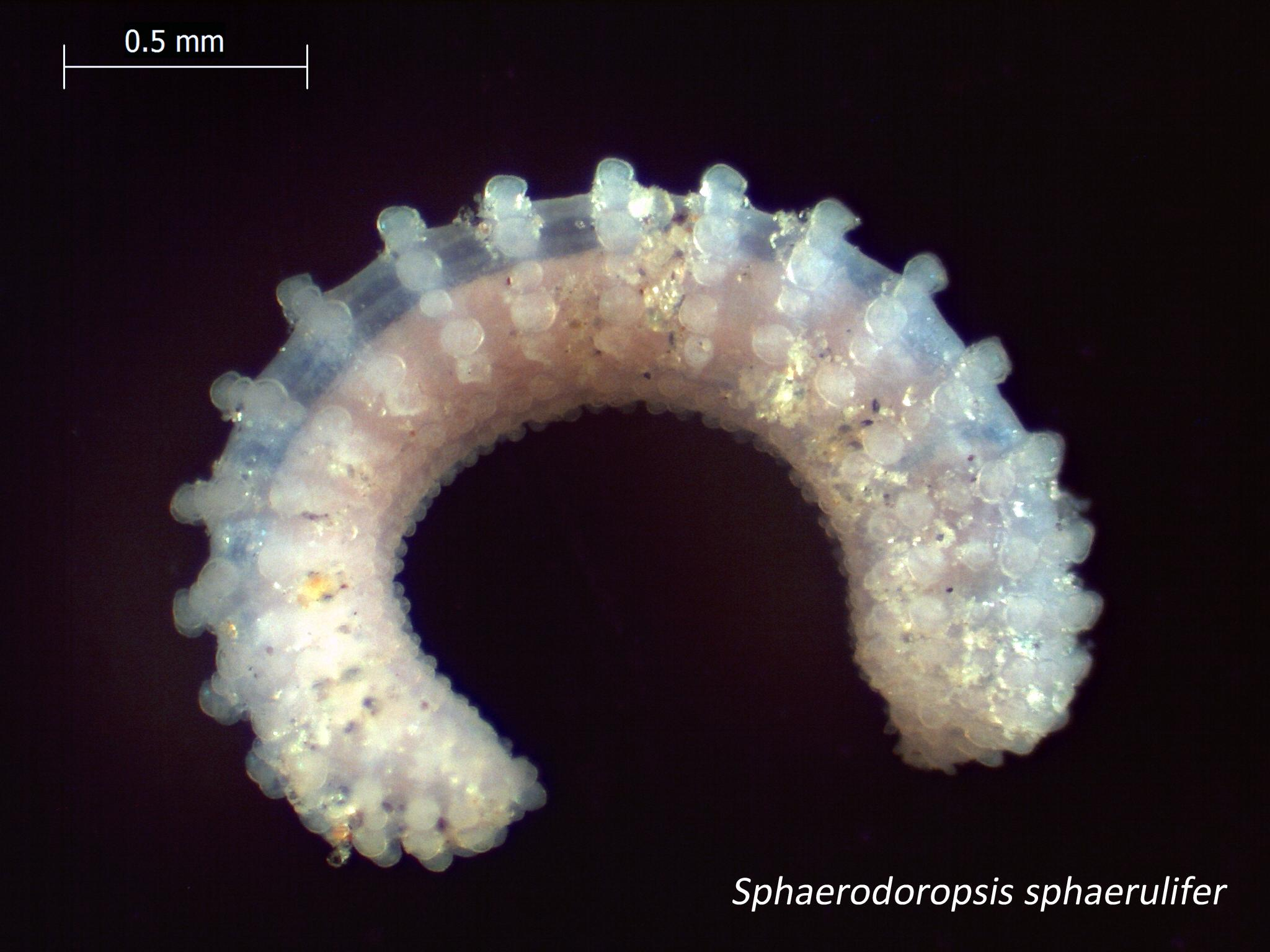
Sphaerodoropsis sphaerulifer

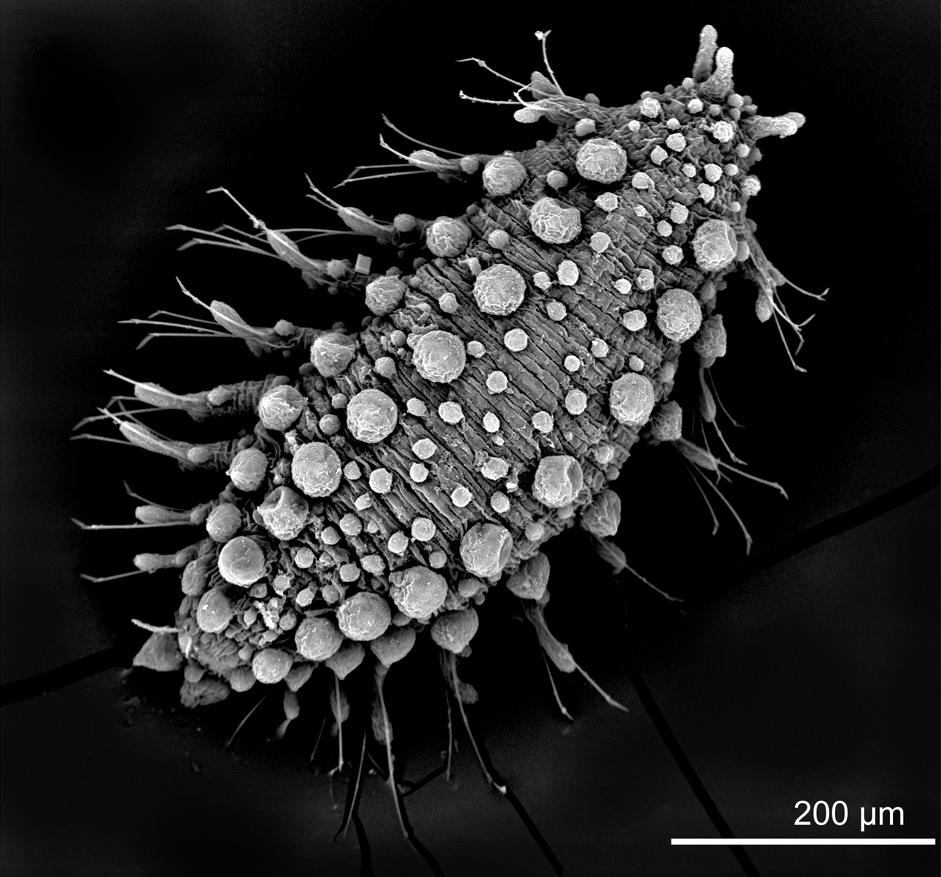
Sphaerodoropsis exmouthensis

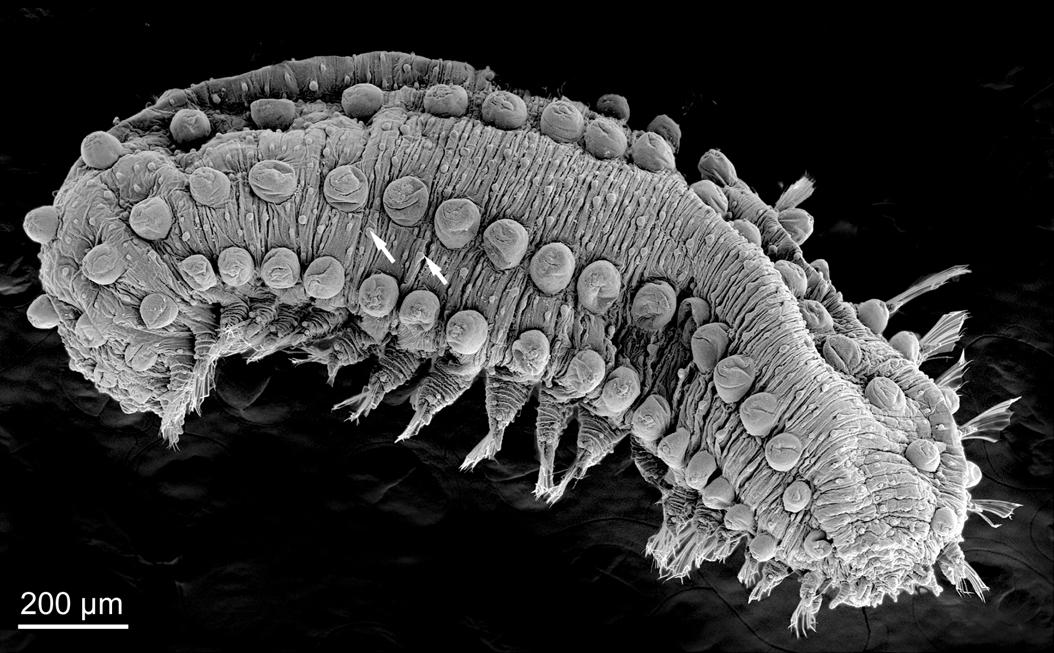
Sphaerephesia hutchingsae

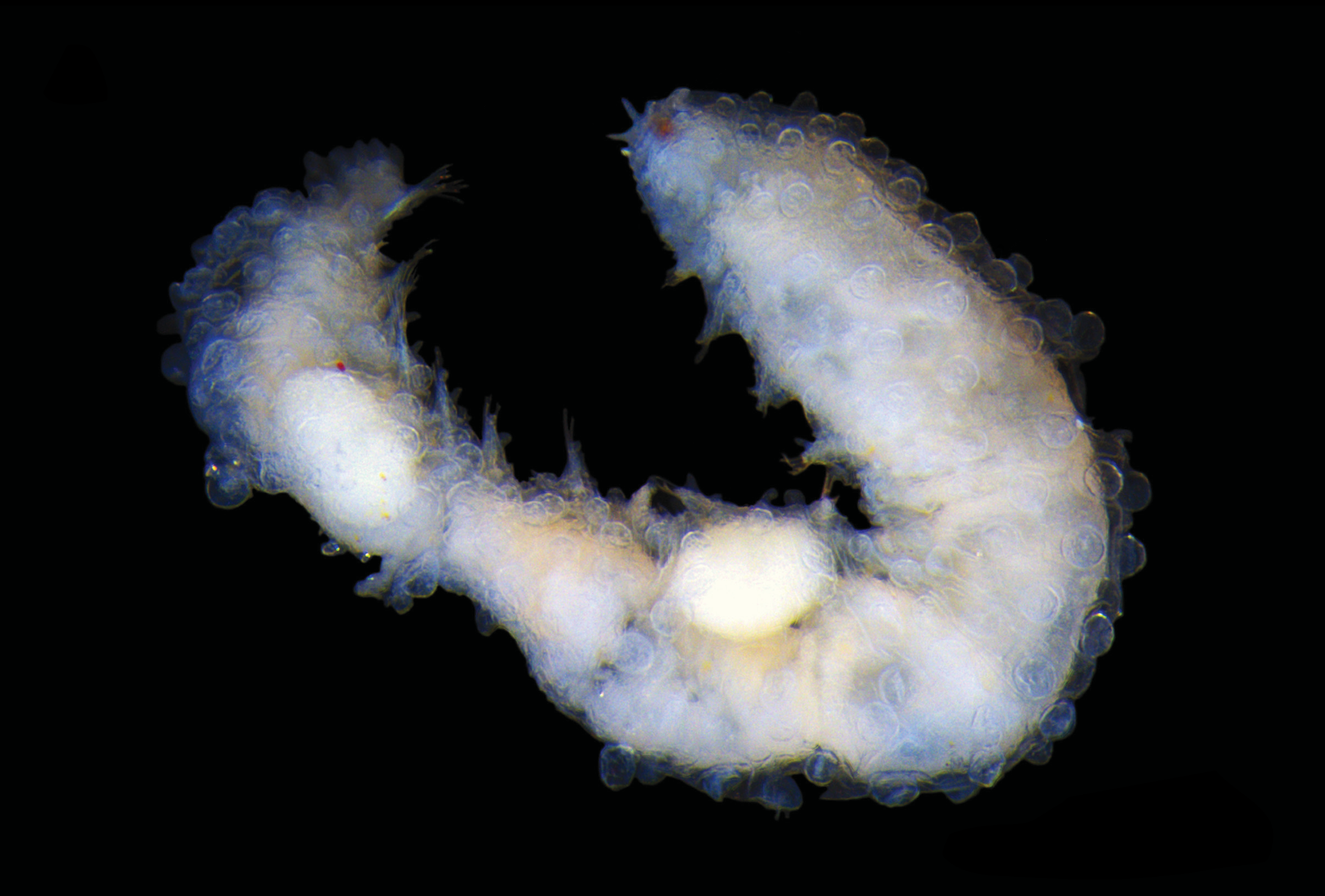
Geminofilum thailandica

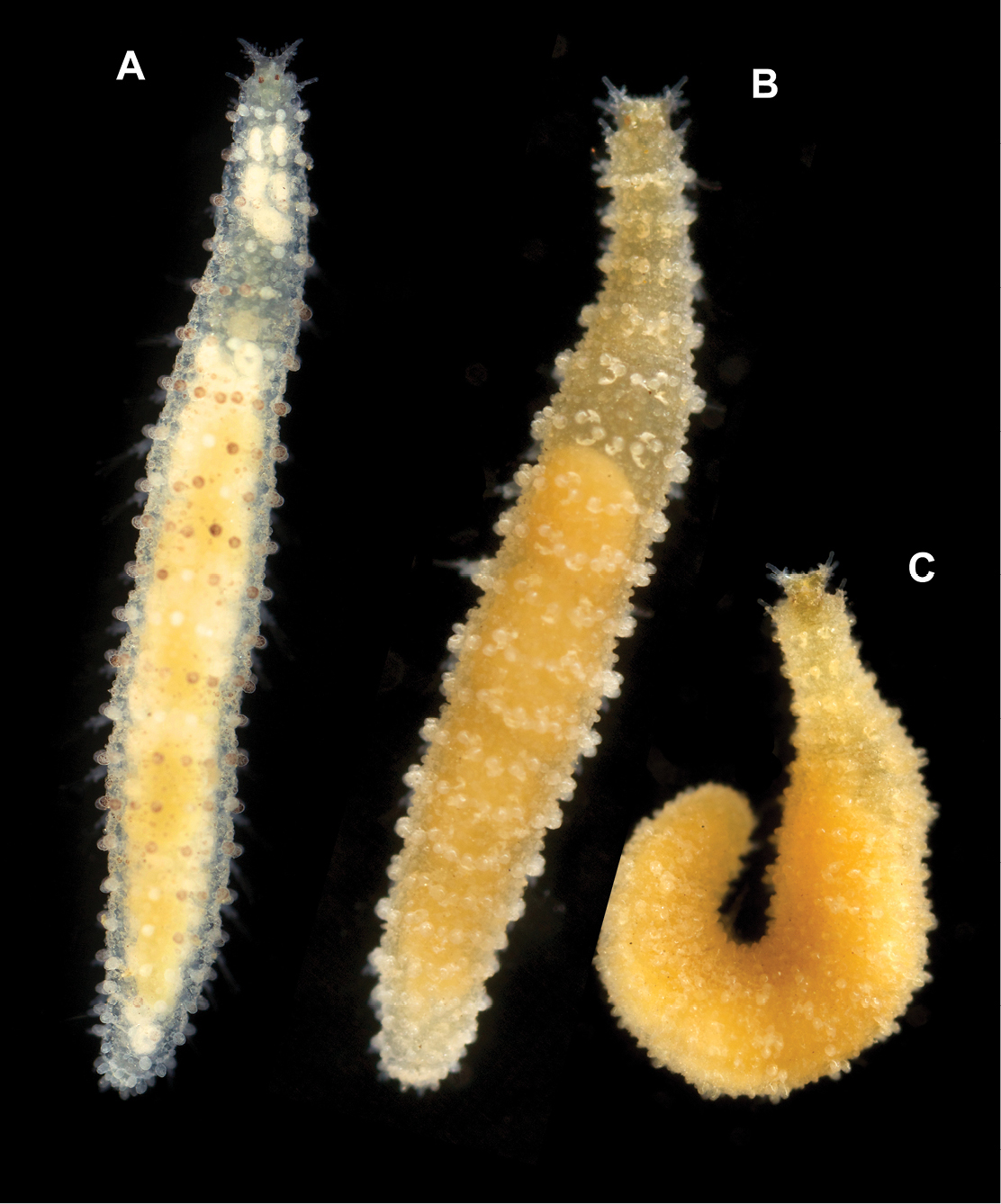
Sphaerodoridium celiae

Większość rodzajów Sphaerodoridae to wieloszczety o krótkim, grubym, mniej lub bardziej owalnym w zarysie ciele, złożonym z mniej niż 30 segmentów i zwykle osiągającym długość poniżej 5 mm. Rodzaj Sphaerodorum (w tym wyodrębniane w części systemów Ephesiella i Ephesiopsis) obejmuje jednak formy o ciele długim i smukłym, złożonym z ponad 50 segmentów. U niektórych Sphaerodoridae występuje między 30 a 50 segmentów ciała. Charakterystyczny dla rodziny jest gruby oskórek pozbawiony kolagenu oraz obecność na ciele wypustek nabłonkowych (guzków). Wyróżnia się ich trzy typy. Pierwszym, występującym u wszystkich gatunków są guzki makroskopowe (łac. macrotubercla). Mają one kształt kulisty, rzadziej półkulisty lub gruszkowaty, i mogą być siedzące lub osadzone na szypułkach. Guzki te wieńczyć mogą brodawki końcowe (papille terminalne) o różnej długości. U form o długim ciele (Sphaerodorum) guzki makroskopowe ustawione są w dwóch szeregach wzdłuż grzbietowej strony segmentów, po parze na jednym segmencie i zawsze są siedzące. U pozostałych przedstawicieli rodziny bywają rozmieszczone w większej liczbie szeregów na grzbiecie ciała i mogą być szypułkowe. Guzków makroskopowych zawsze brak jest na prostomium, a u form o ciele długim często także na pierwszym segmencie ciała. Guzki mikroskopowe (łac. microtubercla) występują głównie u rodzaju Sphaerodorum, u którego to rozmieszczone są w dwóch szeregach na grzbietowej stronie ciała, biegnących równolegle do szeregów guzków makroskopowych. Każdy guzek mikroskopowy zaopatrzony jest w brodawkę (papillę) kołnierzową u nasady i brodawkę końcową (terminalną) na szczycie. Przypuszczalnie guzki makroskopowe pełnią funkcję wydzielniczą, natomiast mikroskopowe są pozostałościami cirrusów grzbietowych. Trzecim typem wypustek nabłonkowych są papille. Występują one u większości gatunków Sphaerodoridae i umiejscowione mogą być na każdej części ciała, w tym na prostomium, parapodiach oraz brzusznych i grzbietowych stronach segmentów.
Głowowa część ciała zaopatrzona jest w parę głaszczków, od jednej do trzech par czułków bocznych, pojedynczy czułek środkowy oraz parę cirrusów mackowatych (okołogębowych). Przydatki te są zwykle krótkie, aczkolwiek czułek środkowy może być długi. Czułki boczne bywają niekiedy rozwidlone. Przydatki mogą ponadto przypominać niektóre z występujących na głowie papilli. Mogąca się wywracać na zewnątrz część gardzieli (ryjek) pozbawiona jest uzbrojenia. U części gatunków występują podnabłonkowe, połączone z mózgiem oczy, zwykle o kształcie półksiężycowatym. Oczu tych może być para lub więcej par i bywają przesunięte ku tyłowi ciała; mogą leżeć dopiero na drugim lub trzecim spośród segmentów szczecinkonośnych (chetigerów).
Parapodia są jednogałęziste. Każde ma jedną, tęgą acikulę. Płaty przedszczecinkowe (preacikularne) i zaszczecinkowe (postacikularne) mogą być wykształcone lub nie. Na brzusznej stronie parapodium wyrasta cirrus, zwykle niezmodyfikowany, palcowaty, buławkowaty lub butelkowaty. Na chetigerze pierwszym, a czasem także drugim i trzecim szczecinki parapodiów zmodyfikowane mogą być w przysadziste, zakrzywione haki o nieznanej funkcji. Pozostałe segmenty ciała mają szczecinki jednakowego typu – mogą one być proste, nibyzłożone lub złożone. Szczecinka złożona składa się z nieco nabrzmiałego na szczycie trzonka i osadzonego na nim sierpowatego wyrostka. Zwykle oba te elementy są gładkie, ale czasem krawędź tnąca wyrostka i odsiebny koniec trzonka są ząbkowane.
Układ krwionośny jest dobrze wykształcony. Układ wydalniczy cechuje się protonefrydiami zaopatrzonymi w solenocyty.

## Ekologia i występowanie
Rodzina kosmopolityczna, spotykana w morzach i oceanach całego świata, a także w wodach słonawych. W wodach polskiego Morza Bałtyckiego stwierdzony został tylko S. balticum.
Zwierzęta te wchodzą w skład bentosu, zamieszkując dno morskie na rozmaitych głębokościach, od 0 do 4500 m p.p.m. Rozród i rozwój są słabo zbadane. Typowe dla wieloszczetów jest wypuszczanie gamet w toń morską i rozwój z pelagiczną larwą, trochoforą, wchodzącą w skład zooplanktonu. Prawdopodobnie jednak przynajmniej u części Sphaerodoridae występuje pseudokopulacja z przekazaniem spermatoforu, jajożyworodność i rozwój z pominięciem fazy pelagicznej, o czym świadczą małe zasięgi niektórych gatunków i wykrycie u jednego z nich spermatoforu.

## Taksonomia
Takson ten wprowadzony został w 1867 roku przez Andersa Johana Malmgrena pod zawierającą literówkę nazwą Spaerodoridae. Autor ten zaliczył do rodziny tylko jeden gatunek, Sphaerodorum gracilis, czyniąc ją monotypową. Dwa odrębne rodzaje w obrębie rodziny jako pierwszy rozpoznał Georg Marius Reinald Levinsen w 1883 roku, używając dla nich nazw Sphaerodorum i Ephesia. Począwszy od pracy Jörgena Lützena z 1961 roku używano dla nich nazw Sphaerodorum i Sphaerodoridium, jako że nazwa Ephesia została zduszona. W XX wieku wprowadzono do klasyfikacji nowe rodzaje, ale ich definicje różniły się między autorami. W 1974 roku Kristian Fauchald omówił historię taksonomiczną rodziny i zrewidował jej podział, wyróżniając 9 rodzajów. Taki też podział zastosował w swoim kluczu do oznaczania wieloszczetów z 1994. Na podziale Fauchalda z późniejszym modyfikacjami opiera się World Polychaeta database wyróżniając według stanu na 2021 rok 11 rodzajów w obrębie tej rodziny:
- Clavodorum Hartman & Fauchald, 1971
- Commensodorum Fauchald, 1974
- Ephesiella Chamberlin, 1919
- Ephesiopsis Hartman & Fauchald, 1971
- Euritmia Sarda-Borroy, 1987
- Geminofilum Capa, Nygren, Parapar, Bakken, Meißner & Moreira, 2019
- Sphaerephesia Fauchald, 1972
- Sphaerodoridium Lützen, 1961
- Sphaerodoropsis Hartman & Fauchald, 1971
- Sphaerodorum Örsted, 1843
- Thysanoplea Schmidt, 1857

Jednakże od 2016 roku ukazują się wyniki analiz filogenetycznych uwzględniających dane molekularne, które podważają klasyczne definicje rodzajów Sphaerodoridae. Bazujące na tych wynikach klasyfikacje różnią się co do liczby rodzajów, jak i co do zakresu włączanych do nich gatunków. Znaczącym zmianami dokonanymi na ich podstawie są synonimizacja rodzajów Ephesiella i Ephesiopsis ze Sphaerodorum oraz przetasowania gatunków między rodzajami Sphaerephesia, Sphaerodoridium, Sphaerodoropsis i Clavadorum. Monofiletyzm samej rodziny Spaerodoridae jest natomiast dobrze potwierdzony danymi morfologicznymi i molekularnymi, ale jej pozycja w obrębie Phyllodocida pozostaje niejasna. Jako jej najbliżsi krewni wskazywane bywają Phyllodocidae, Glyceriformia lub Syllidae.